# Abílio Garcia de Carvalho

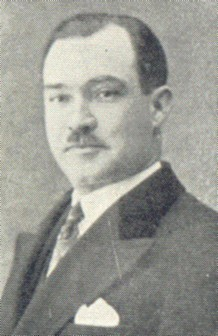
Abílio Garcia de Carvalho

Abílio Garcia de Carvalho (* 18. Juli 1890 in Mouquim; † 31. Januar 1941 in Póvoa de Varzim) war ein portugiesischer Arzt und Politiker.

## Leben
Carvalho wurde als Sohn von José Gomes da Costa Carvalho und Carolina Arminda Pereira Garcia in Mouquim geboren, eine Gemeinde im Kreis Vila Nova de Famalicão. Im Alter von acht Jahren zog die Familie nach Calendário, einer anderen Stadtgemeinde, wo sein Vater die Uhrenfabrik Reguladora gründete, die älteste Uhrenfabrik der Iberischen Halbinsel und heute die einzige verbliebene des Landes.
Carvalho besuchte das Priesterseminar in Guimarães und entwickelte sich seither zu einem fanatischen Katholiken. Er schloss sich dem Claretinerorden an, dem er zeit seines Lebens eng verbunden blieb.
1908 verließ er das Priesterseminar und besuchte erst in Braga und danach in Porto (Liceu D. Manuel II) das Gymnasium. 1912 ging er für ein Medizinstudium an die Universität Lissabon, wechselte nach dem ersten Semester jedoch an die Universität Porto. Dort schloss er sich der religiösen Rechten an und unterstützte die rechtskonservativen und antirepublikanischen Bewegungen in der seit 1910 bestehenden Ersten Portugiesischen Republik. So wurde er Gründungsmitglied der Ortsgruppe in Porto der rechtskonservativen Studentengruppe Centro Académico da Democracia Cristã (port. für: Akademisches Zentrum der Christdemokratie). Dabei lernte er den späteren Diktator António de Oliveira Salazar kennen, der ebenfalls Mitglied der Bewegung war.
Carvalho schloss sein Medizinstudium 1916 ab. Nach dem Eintritt Portugals in den Ersten Weltkrieg wurde er als Arzt des Portugiesischen Expeditionskorps in Frankreich stationiert, kam jedoch aus gesundheitlichen Gründen schnell nach Portugal zurück. 1917 heiratete er Maria Amélia Leite da Cunha  in Arco de Baúlhe, wo er zunächst als Arzt praktizierte, bevor er 1918 im Zusammenhang mit der europaweit grassierenden Pandemie der Spanischen Grippe nach Barcelos versetzt wurde. 1919 zog er nach Póvoa de Varzim, wo er fortan als Arzt an Schulen der Stadt arbeitete.
Er begründete die Pfadfinderbewegung in Póvoa de Varzim, wofür er eine staatliche Auszeichnung erhielt. In den 20er und 30er Jahren, in denen er ein glühender Anhänger der klerikalfaschistischen Diktatur des Estado Novos wurde, machte er dann insbesondere mit Veröffentlichungen und Vortragsreisen auf sich aufmerksam, in denen er Zusammenhänge zwischen Medizin und Religion propagierte. Er war zudem Arzt der Alexandrina Maria da Costa und maßgeblich an der Verbreitung des Kultes um die Mystikerin beteiligt.
Vom 19. Februar 1937 bis zum 18. Januar 1940 war er Bürgermeister von Póvoa de Varzim und tat sich dabei insbesondere mit Wohltätigkeitseinrichtungen wie Armenküchen und Milchverteilungen hervor. 1940 machte ihn das Regime zum Gouverneur des Distriktes Angra do Heroísmo, auf dem damals noch nicht autonomen Azoren-Archipel, das im Zusammenhang mit der portugiesischen Neutralität im Zweiten Weltkrieg strategische Bedeutung erlangt hatte. Er erkrankte jedoch an Krebs und kehrte daher schon nach kurzer Zeit nach Póvoa de Varzim zurück, wo er am 31. Januar 1941 starb.
In Póvoa de Varzim wurde eine Straße nach ihm benannt.